# نرم‌افزار طراحی چشم‌انداز
نرم‌افزار طراحی چشم‌انداز (به انگلیسی: Landscape design software) توسط معماران چشم‌انداز، طراحان چشم‌انداز و طراحان باغ برای ایجاد طرح‌های کاشت، نرم‌افزار، [لوئر   و سخت‌افزار  پیش از ساختن چشم‌انداز استفاده می‌شود.

## ویژگی‌های نرم‌افزار
در زیر فهرستی از برخی ویژگی‌های ارائه‌شده توسط این نرم‌افزار آورده شده است:
- آموزش‌های تصویری
- افزودن عکس دیجیتال
- ایجاد نمای سه بعدی
- دایره المعارف گیاهی
- انتخابگر گیاه
- مناطق رشد و نقشه‌های سختی
- تصاویر گیاهان و اشیاء
- چاپ فهرست خرید
- طراحی چاپ
- تجسم رشد گیاه
- روشنایی بیرون ساختمان
- طراحی آبیاری
- مبلمان فضای باز
- گزارش‌ها / برنامه‌ها / صورت‌حساب‌های مقدار
- برچسب‌ها / کناره‌نویسی
- ارائه طراحی فوتورئالیستی
- تولید برآوردها، فاکتورها، گزارش‌ها، اطلاعات گیاهی